# Arbaouat
Arbaouat (în arabă عرباوة) este o comună din provincia El Bayadh, Algeria.
Populația comunei este de 4.321 de locuitori (2008).